# Фрідріх II (курфюрст Пфальцу)
Фрідріх II Мудрий (нім. Friedrich II., der Weise; 9  грудня 1482 — 26 лютого 1556) — 9-й Курфюрст Пфальцу в 1544–1556 роках.

## Життєпис

### Молоді роки
Походив з династії Рейнських Віттельсбахів. Четвертий син Філіппа I, курфюрста Пфальцу, і Маргарити (доньки Людвіга IX Віттельсбаха, герцога Ландсгут-Баварського). Народився 1482 року в замку Вінцінген біля Нойштадту. Спочатку отримав домашню освіту під орудою матері.
1501 року відправлено на навчання до двору герцога Бургундського Філіппа I Габсбурга. З останнім 1504 року перебрався до Іспанії. 1505 року призначається опікуном небожів Отто Генріха і Філіппа, пфальцгарфів Нойбургу. 1506 року повернувся до Пфальцу. У 1507 році брав участь у поході імператора Максимілана I Габсбурга проти Венеційської республіки. 1508 року призначено намісником Верхнього Пфальцу.

### Намісник
1516 року стає кавалером Ордену Золотого руна. У 1517 році женихався до Елеонори Габсбург, проте Фрідріху було відмовлено. 1519 року заміщав брата Людвіга V, курфюрста Пфальцу, коли той був присутній на рейхстазі з обрання нового імператора Карла Габсбурга. Того ж року їздив з посланням до останнього щодо його обрання.
У 1524—1525 роках у Верхньому Пфальці видає кілька антилютеранських актів і вживає заходів для впорядкування церковного життя. У 1535 році одружився в Гейдельберзі з донькою колишнього данського короля Кристіана II. 1536 році долучився до змову з метою відновлення на троні свого тестя. 1537 року відправи декілька кораблів до Норвегії з метою підняти там повстання, проте марно.

### Курфюрст
У 1544 році після смерті брата Людвіга V став новим правителем Пфальцу. Взяв курс на підтримку Реформації, оточивши себе радниками-лютеранами. Також зблизився з Шмалькальденською лігою. 1545 року видав наказ, який дозволив богослужіння німецькою мовою, причастя під двома видами і шлюб для священиків, а в 1546 році в Гайдельберзі було проведено перше лютеранське богослужіння.
Втім поразка останнього у 1547 році налякала Фрідріха II, який побоювався втратити титул курфюрства. Тому вимушений був просити прощення в імператора Карла V, а у 1548 році підтримати Аусбурзький інтерим (тимчасове призупинення Реформації в Німеччині до рішення церковного собору).
Проте в його оточенні продовжувало залишатися немало вчених радників і службовців, що не приховували симпатій до лютеранства. Велика група лютеран перебувала і серед пфальцької шляхти, особливо в області Крайхгау.
З 1551 року докладав чималих зусиль для розвитку Гайдельберзького університету. Помер у 1556 році. Йому спадкував небіж Отто Генріх I.

## Родина
Дружина — Доротея, донька Кристіана II, короля Данії і Норвегії
дітей не було